# Герб Радошковичей
Герб Радошковичей — официальный геральдический символ городского посёлка Радошковичи Молодечненского района Минской области Белоруссии. Дарован в 1792 году, современный вариант утверждён в 1999 году.

## Описание
В серебряном поле барочного щита поясное изображение Святого Стефана, забросанного камнями
Автор реконструкции герба и автор флага — А.А. Шпунт.

## История

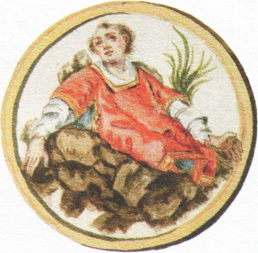
Герб 1792 года

В 1569 году Сигизмунд II Август подписал привилей, которым даровал Радошковичам магдебургское право. 23 февраля 1792 года последний король Речи Посполитой Станислав Август Понятовский подтвердил это право и пожаловал Радошковичам герб с религиозным сюжетом — Святой Стефан, закиданный камнями. Святой Стефан для изображения был выбран, так как он является патроном местного костела, построенного в XV веке. Известен проект герба Радошковичей (02.02.1867): «В золотом щите червлёный косой крест, сопровождаемый в углах его 4 зелёными соснами». Герб утверждения не получил.
Современный герб утверждён решением районного Совета депутатов от 17 ноября 1999 года. Герб зарегистрирован в Реестре гербов Республики Беларусь 23 декабря 1999 года под № 38.

## Сноски
1. 1 2  В. И. Адамушко, М. М. Елинская. Гербы и флаги Беларуси. — Минск: Беларусь, 2006. — С. 195. — 254 с. — ISBN 985-01-0666-2.
2. 1 2  Герб Радошковичей. www.heraldicum.ru. Дата обращения: 24 августа 2022. Архивировано 24 августа 2022 года.
3. ↑  Герб городского поселка Радошковичи | Геральдика.ру. geraldika.ru. Дата обращения: 24 августа 2022. Архивировано 25 января 2022 года.